# Palazzo in via Trinità degli Spagnoli n.5
Il Palazzo in via Trinità degli Spagnoli n.5 è un edificio di valore storico e architettonico di Napoli.
Questo palazzo ha probabilmente origini cinquecentesche come la maggior parte degli edifici dei Quartieri Spagnoli, tuttavia nei secoli è stato più volte rinnovato. Sorge su un lotto stretto e dalla forma irregolare e si presenta come un edificio di quattro piani, con il terzo riconoscibile come il nobile grazie alle cornici delle finestre sormontate da timpani triangolari, laddove quelle del secondo e del quarto sono sormontate da delle semplici bande rette. Oltrepassato il portale in piperno dall'arco ribassato, si ha un androne dalla volta decorata agli inizi dell'800, epoca nella quale certamente venne rifatta anche la scala che si trova sul lato destro del cortile. Il palazzo va però segnalato soprattutto per la presenza all'interno del piano nobile di una vasta e praticamente sconosciuta galleria affrescata in stile neoclassico da parte di un ignoto pittore.